# پاول کولچین
پاول کولچین (روسی: Павел Константинович Колчин؛ ۹ ژانویهٔ ۱۹۳۰ – ۲۹ دسامبر ۲۰۱۰) اسکی‌باز صحرانوردی اهل اتحاد جماهیر شوروی سوسیالیستی بود.